# Egzarchat patriarszy Jerozolimy i Ammanu
Egzarchat patriarszy Jerozolimy i Ammanu – jednostka administracyjna Kościoła katolickiego obrządku ormiańskiego z siedzibą w Jerozolimie, obejmująca swoim zasięgiem terytorium Ziemi Świętej (Izrael, Autonomia Palestyńska, Jordania).

## Charakterystyka
Egzarchat patriarszy, jako jednostka administracji Kościołów wschodnich, jest strukturą w pewnym sensie analogiczną do łacińskiej prefektura apostolskiej. Jego ordynariusze zazwyczaj nie są biskupami (w przeciwieństwie do egzarchów apostolskich) i kierują podległym sobie terytorium w imieniu patriarchy. 
Egzarchat patriarszy Jerozolimy i Ammanu obejmuje swoją jurysdykcją katolików ormiańskich na terytorium Izraela, Autonomii Palestyńskiej i Jordanii. W jego skład wchodzą dwie parafie: w Jerozolimie i w Ammanie.
Główną świątynią egzarchatu jest kościół Matki Bożej Bolesnej w Jerozolimie, znajdujący się przy Via Dolorosa, pomiędzy trzecią a czwartą stacją Drogi Krzyżowej. Kościół został zbudowany w 2 poł. XIX wieku na mocy firmanu osmańskiego z 18 września 1887.

## Historia
Egzarchat patriarszy Jerozolimy i Ammanu został utworzony 1 października 1991. W 1998 roku utracił swój autonomiczny charakter i podlegał bezpośrednio patriarsze Kościoła katolickiego obrządku ormiańskiego.
W 2002 roku odnowiono egzarchat patriarszy pod obecną nazwę.

## Ordynariusze
Egzarchowie patriarszy Jerozolimy
- ks. Joseph Debs (1991 – 1992)
- ks. Joseph Rubian (1992 – 1995)
- bp André Bedoglouyan ICPB (1995 – 1998), biskup tytularny Comana Armeniae
  - zniesienie egzarchatu (1998 – 2002)

Egzarchowie patriarszy Jerozolimy i Ammanu
- ks./bp Kévork Khazoumian (15 września 2001 – 15 marca 2006), od 2002 biskup pomocniczy patriarchatu cylicyjskiego z tytułem biskupa Marasc degli Armeni; potem arcybiskup koadiutor Konstantynopola
- ks. Raphaël François Minassian ICPB (2007 – 24 czerwca 2011); potem ordynariusz Europy Wschodniej
- ks. Hovsep Kélékian (8 sierpnia 2011 – 2014)
- bp Krikor-Okosdinos Coussa (25 listopada 2015 – 10 maja 2019)
- ks. Nersès Zabbara (10 maja 2019 – 11 września 2022)
- ks. Nareg Naamoyan (od 11 września 2022)